# Antillophos dedonderi
Antillophos dedonderi is een soort in de klasse van de Gastropoda (Slakken).
Het dier komt uit het geslacht Antillophos en behoort tot de familie Buccinidae. Antillophos dedonderi werd in 2005 beschreven door Fraussen & Poppe.